# Palachia mangalae
Palachia mangalae is een vliesvleugelig insect uit de familie Torymidae. De wetenschappelijke naam is voor het eerst geldig gepubliceerd in 1984 door Narendran.